# Matías Daniel Giménez
Matías Daniel Giménez Rojas (San Juan, 6 marzo 1999) è un calciatore argentino, attaccante dell'Independiente.

## Caratteristiche tecniche
Seppur sia bravo a costruire il gioco, preferisce giocare nel suo ruolo naturale, quello di punta centrale.

## Carriera
Cresciuto nel settore giovanile del San Martín (SJ), debutta in prima squadra il 24 agosto 2019, in occasione dell'incontro di Primera B Nacional perso per 0-1 contro l'Estudiantes (BA).
Nel gennaio 2023 viene acquistato dall'Independiente, per una cifra di 800 mila dollari.

## Statistiche

### Presenze e reti nei club
Statistiche aggiornate al 7 maggio 2025.
| Stagione               | Squadra                | Campionato             | Campionato | Campionato | Coppe nazionali | Coppe nazionali | Coppe nazionali | Coppe continentali | Coppe continentali | Coppe continentali | Altre coppe | Altre coppe | Altre coppe | Totale | Totale |
| Stagione               | Squadra                | Comp                   | Pres       | Reti       | Comp            | Pres            | Reti            | Comp               | Pres               | Reti               | Comp        | Pres        | Reti        | Pres   | Reti   |
| ---------------------- | ---------------------- | ---------------------- | ---------- | ---------- | --------------- | --------------- | --------------- | ------------------ | ------------------ | ------------------ | ----------- | ----------- | ----------- | ------ | ------ |
| 2019-2020              | San Martín (SJ)        | PBN                    | 17         | 0          | -               | -               | -               | -                  | -                  | -                  | -           | -           | -           | 17     | 0      |
| 2020                   | San Martín (SJ)        | PBN                    | 7          | 2          | -               | -               | -               | -                  | -                  | -                  | -           | -           | -           | 7      | 2      |
| 2021                   | San Martín (SJ)        | PBN                    | 30         | 8          | CA              | 2               | 1               | -                  | -                  | -                  | -           | -           | -           | 32     | 9      |
| 2022                   | San Martín (SJ)        | PBN                    | 36         | 14         | -               | -               | -               | -                  | -                  | -                  | -           | -           | -           | 36     | 14     |
| Totale San Martín (SJ) | Totale San Martín (SJ) | Totale San Martín (SJ) | 90         | 24         |                 | 2               | 1               |                    | -                  | -                  |             | -           | -           | 92     | 25     |
| 2023                   | Independiente          | PD                     | 26         | 4          | CA+CdL          | 3+14            | 1+5             | -                  | -                  | -                  | -           | -           | -           | 43     | 10     |
| 2024                   | Independiente          | PD                     | 1          | 0          | CA+CdL          | 0+7             | 0+2             | -                  | -                  | -                  | -           | -           | -           | 8      | 2      |
| 2025                   | Independiente          | PD                     | 13         | 0          | CA              | 1               | 0               | CS                 | 2                  | 2                  | -           | -           | -           | 16     | 2      |
| Totale Independiente   | Totale Independiente   | Totale Independiente   | 40         | 4          |                 | 25              | 8               |                    | 2                  | 2                  |             | -           | -           | 67     | 14     |
| Totale carriera        | Totale carriera        | Totale carriera        | 130        | 28         |                 | 27              | 9               |                    | 2                  | 2                  |             | -           | -           | 159    | 39     |